# Distretto di Kalat
Il distretto di Kalat (in urdu: ضلع قلات) è un distretto del Belucistan, in Pakistan, che ha come capoluogo Kalat. Nel 1998 possedeva una popolazione di 237.834 abitanti.